# استنی‌سواف اولام
استنی‌سواف مارچین اولام (به لهستانی: Stanisław Marcin Ulam؛ ۱۳ آوریل ۱۹۰۹ – ۱۳ مه ۱۹۸۴) ریاضی‌دان، فیزیکدان هسته‌ای و دانشمند کامپیوتر لهستانی بود. او در پروژهٔ منهتن شرکت داشت، طرح تلر–اولام را برای بمب‌های هیدروژنی مطرح کرد، مفهوم اتوماتای سلولی را کشف کرد، روش مونته‌کارلو را ابداع کرد و نیروی محرکه پالس هسته‌ای را پیشنهاد داد. او در ریاضیات محض و کاربردی چندین قضیه را اثبات کرد و حدس‌های متعددی را نیز برای آن‌ها مطرح کرد.
او در یک خانواده ثروتمند یهودی لهستانی در لمبرگ در اتریش-مجارستان متولد شد. اولام در مؤسسه پلی‌تکنیک لویو در رشتهٔ ریاضیات تحصیل کرد؛ جایی که پی‌اچ‌دی خود را در سال ۱۹۳۳ تحت نظارت کاژیمیش کوراتوفسکی و وودژیمیش استوژک دریافت کرد. در سال ۱۹۳۵، جان فون نویمان، که اولام را در ورشو ملاقات کرده بود، از او دعوت کرد تا برای چند ماه به مؤسسه مطالعات پیشرفته در پرینستون بیاید. از سال ۱۹۳۶ تا ۱۹۳۹، او تابستان‌ها را در لهستان و سال‌های تحصیلی را در دانشگاه هاروارد در کمبریج می‌گذراند؛ جایی که برای پی بردن به نتایج مهمی دربارهٔ نظریه ارگودیک فعالیت می‌کرد. در ۲۰ اوت ۱۹۳۹، او برای آخرین بار به همراه برادر ۱۷ سالهٔ خود به نام آدام اولام راهی ایالات متحده آمریکا شد. او در سال ۱۹۴۰ استادیار دانشگاه ویسکانسین-مدیسن و در سال ۱۹۴۱ شهروند آمریکا شد.
در اکتبر ۱۹۴۳، او از هانس بیته دعوت کرد تا به پروژهٔ منهتن در آزمایشگاه مخفی لس آلاموس در نیومکزیکو بپیوندد. در آنجا، او بر روی محاسبات دینامیک سیالات کار کرد تا رفتار لنزهای انفجاری مورد نیاز یک سلاح انفجاری را پیش‌بینی کند. او به گروه ادوارد تلر گماشته شد و در آنجا روی بمب «سوپر تلر» برای تلر و انریکو فرمی کار کرد. اولام پس از جنگ گروه را ترک کرد تا دانشیار دانشگاه کالیفرنیای جنوبی شود؛ اما در سال ۱۹۴۶ دوباره به لس آلاموس بازگشت تا روی بمب‌های هیدروژنی کار کند. او با کمک گروهی از رایانه‌های انسانی زن دریافت که طرح سوپر تلر غیرقابل اجرا است. در ژانویه ۱۹۵۱، اولام و تلر طرح تلر–اولام را ارائه کردند که پایه و اساس همهٔ سلاح‌های هسته‌ای شد.

## لهستان
اولام در ۱۳ آوریل ۱۹۰۹ در لمبرگ، گالیسیا به دنیا آمد. در این زمان، گالیسیا در پادشاهی گالیسیا و لودومریا امپراتوری اتریش-مجارستان بود که برای لهستانی‌ها به عنوان تقسیم اتریش شناخته می‌شد. در سال ۱۹۱۸، بخشی از لهستانِ تازه بازسازی شده، جمهوری دوم لهستان شد و شهر دوباره نام لهستانی لِووف (به لهستانی: Lwów) را به خود گرفت.
اولام‌ها یک خانوادهٔ ثروتمند یهودی لهستانی متشکل از بانکداران، صنعتگران و دیگر متخصصان بودند. پدر او، یوزف اولام، در لووف به دنیا آمد و یک وکیل بود و مادرش، آنا (با نام خانوادگی آورباخ)، در استری متولد شد. عموی او، میخال اولام، یک معمار، پیمانکار ساختمان و صنعتگر چوب بود. از سال ۱۹۱۶ تا ۱۹۱۸، خانواده یوزف به‌طور موقت در وین زندگی می‌کردند. پس از بازگشت آن‌ها، لووف به کانون جنگ لهستان و اوکراین تبدیل شد که در طی آن شهر نبرد لووف را تجربه کرد.

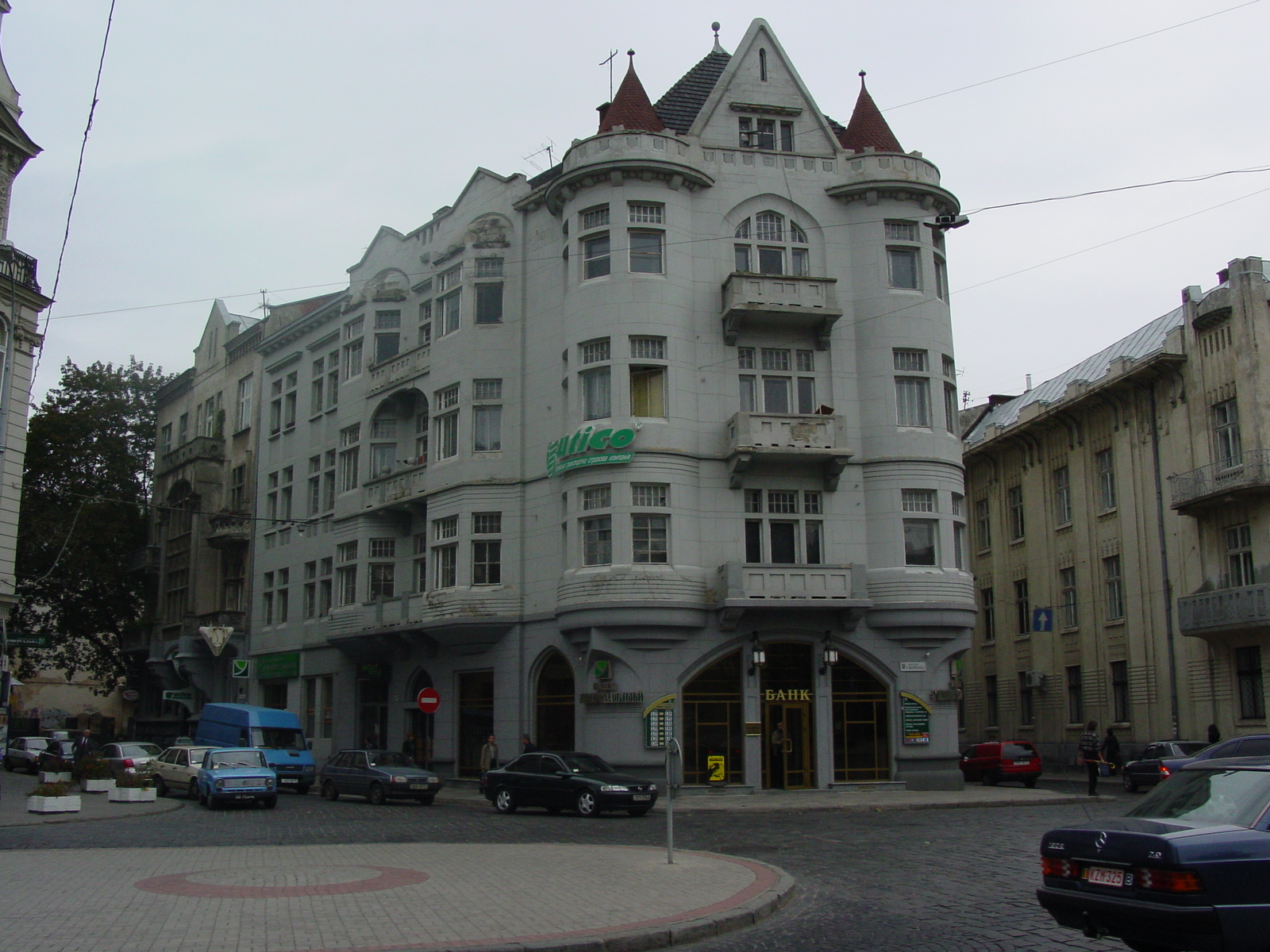
کافهٔ اسکاتلندی در لویو که اکنون رستوران و بار اشکوتسکا نام دارد.

در سال ۱۹۱۹، اولام وارد گیمنازیوم لووف شد و در سال ۱۹۲۷ از آن فارغ‌التحصیل شد. سپس، در مؤسسه پلی‌تکنیک لووف در رشته ریاضیات تحصیل کرد. او زیر نظر کاژیمیش کوراتوفسکی مدرک کارشناسی ارشد خود را در سال ۱۹۳۲ دریافت کرد و در سال ۱۹۳۳ به درجهٔ دکترای علوم رسید. در ۲۰ سالگی در سال ۱۹۲۹، اولین مقالهٔ خود را در مورد مجموعه توابع در مجلهٔ مبانی ریاضیات منتشر کرد. از سال ۱۹۳۱ تا ۱۹۳۵، او به ویلنیوس، وین، زوریخ، پاریس، و کمبریج در انگلستان سفر کرد و تحصیل کرد و در آنجا با گادفری هارولد هاردی و سوبرامانیان چاندراسخار آشنا شد.
اولام به همراه استنی‌سواف مازور، مارِک کاتس، وودژیمیش استوژک، کوراتوفسکی و دیگران از اعضای مدرسهٔ ریاضیات لووف بود. بنیانگذاران این مدرسه هوگو استین‌هاوس و استفان باناخ بودند که از استادان دانشگاه لویو بودند. ریاضی‌دانان این مدرسه ساعت‌های طولانی در کافه اسکاتلندی یکدیگر را ملاقات می‌کردند. مسائل مورد بحث آن‌ها در یک دفترچه ضخیم که به دست همسر باناخ تهیه شده بود با نام کتاب اسکاتلندی جمع‌آوری شد. اولام یکی از مشارکت‌کنندگان اصلی این کتاب بود. از ۱۹۳ مشکل ثبت شدهٔ کتاب در بین سال‌های ۱۹۳۵ تا ۱۹۴۱، او ۴۰ مشکل را به عنوان یک نویسنده، ۱۱ مشکل دیگر را با باناخ و مازور و ۱۵ مشکل دیگر را با دیگران مطرح کرد. او در سال ۱۹۵۷ نسخه‌ای از کتاب را که از جنگ جان سالم به در برده بود از استین‌هاوس دریافت کرد و آن را به انگلیسی ترجمه کرد. در سال ۱۹۸۱، دوست اولام، ریچارد دنیل مولدین، نسخه‌ای گسترده و تفسیر شده را از این کتاب منتشر کرد.